# Тамаш, Михаил Сергеевич
Михаил Сергеевич Тамаш (20 октября 1909, Богатырь, Екатеринославская губерния — 8 февраля 1971, Богатырь, Донецкая область) — советский хозяйственный, государственный и политический деятель, колхоза «Красный богатырь» Больше-Новосёлковского района Сталинской области, Украинская ССР. Герой Социалистического Труда (1948).

## Биография
Родился в 1909 году в селе Богатырь. Во время коллективизации одним из первых вступил в 1929 году в колхоз «Красный богатырь» Больше-Новосёлковского района. В 1933 году избран его председателем. Член ВКП(б). После освобождения от немецкой оккупации осенью 1943 года занимался восстановлением разрушенного колхозного хозяйства.
В 1947 году колхоз сдал государству в среднем с каждого гектара по 31,41 центнера пшеницы с площади 50,2 гектара. Указом Президиума Верховного Совета СССР от 10 мая 1948 года удостоена звания Героя Социалистического Труда за «получение высоких урожаев пшеницы в 1947 году» с вручением ордена Ленина и золотой медали «Серп и Молот» (№ 2000).
Этим же Указом званием Героя Социалистического Труда были награждены звеньевые колхоза Агафья Харлампиевна Атаманова и Ирина Николаевна Тимощенко.
В 1948 году колхоз собрал высокий урожай зерновых, за что был награждён вторым Орденом Ленина.
В феврале 1958 года за достижение высоких показателей в сельском хозяйстве и в связи с награждением Сталинской области Орденом Ленина наряду с 149 передовыми тружениками области был награждён третьим Орденом Ленина.
В 1969 году вышел на пенсию. Умер в родном селе Богатырь в 1971 году.
Награды
Награды
- Герой Социалистического Труда
- Орден Ленина — трижды (1948; 26.03.1949; 26.02.1958)
- Орден Трудового Красного Знамени (19.12.1955)
- Орден «Знак Почёта» (22.03.1966)